# Thiomargarita namibiensis
Thiomargarita namibiensis ("perla sulfurosa de Namibia") es una proteobacteria gram-negativa encontrada en los sedimentos oceánicos de la plataforma continental. Es la segunda bacteria más grande conocida, tras Thiomargarita magnifica, con una longitud de hasta 750 μm (0,75 mm), lo que la hace visible a simple vista.
Es una bacteria quimiotrófica, y es capaz de usar el anión nitrato como aceptor electrónico terminal en la cadena de transporte electrónico. Ya que la bacteria es sésil, y la concentración de nitrato varía considerablemente con el tiempo, es capaz de almacenar altas concentraciones (hasta 10 000 veces más) de nitrato en una inmensa vacuola, la cual es responsable del 98% de su tamaño. Cuando las concentraciones de nitrato en el medio exterior son bajas, esta bacteria usa el nitrato contenido en su vacuola para poder seguir respirando.  Una investigación reciente ha mostrado que la bacteria podría ser anaerobia facultativa, más que anaerobia obligatoriamente, y por tanto ser capaz de respirar oxígeno si está disponible.
Otra adaptación poco común es su patrón de división reductiva.  Bajo condiciones de estrés, como la inanición, dicha bacteria es capaz de reproducirse, pero de forma que se parta la célula manteniendo el volumen total constante.  Este patrón de comportamiento podría deberse a su gran tamaño.
Esta especie fue descubierta por Heide H. Schulz et al. en 1999, en la costa de Namibia.  En 2005 se descubrió una especie muy cercana en el Golfo de México, planteándose así la posibilidad de que la Thiomargarita namibiensis esté mucho más difundida de lo que se pensaba anteriormente.  Se supone que no hay otras especies en su género.
El tercer récord de tamaño lo ostenta Epulopiscium fishelsoni, de 0,5 mm de longitud.
Thiomargarita namibiensis fue descubierta en sedimentos oceánicos frente a la costa de Namibia en abril de 1997 y actualmente ostenta el récord mundial de la bacteria más grande conocida1. Esta bacteria tiene un tamaño que varía de 100 a 300 micrómetros de longitud, con la más grande reportada de 750 micrómetros1.
Además, se ha descubierto una bacteria gigante blanca que acecha en las hojas en descomposición de las aguas salobres de un manglar rojo de Guadalupe, en las Antillas Menores23. Esta bacteria es tan grande que puede verse a simple vista23. A diferencia de la mayoría de las bacterias, almacena su ADN en pequeños paquetes ordenados23.
Las bacterias gigantes descubiertas anteriormente, algunas de las cuales también pueden formar filamentos de centímetros de largo, están compuestas por cientos o miles de células. Pero esta nueva bacteria descubierta, que tiene aproximadamente la forma y el tamaño de una pestaña, es una sola célula bacteriana23.
Los científicos han bautizado a esta nueva bacteria como Thiomargarita magnifica por su tamaño y por las perlas de azufre que se encuentran en el interior de la célula23. T. magnifica no sólo es más de 1000 veces mayor que una bacteria típica, sino que también es más larga que muchos animales pluricelulares, como las moscas de la fruta23. 
El metabolismo de Thiomargarita namibiensis es único y adaptado a su entorno. Aquí te dejo algunos detalles:
- Quimiotrófica: Esta bacteria es quimiotrófica, lo que significa que obtiene energía a partir de reacciones químicas12.
- Uso de nitrato: Es capaz de usar el nitrato como aceptor electrónico terminal en la cadena de transporte electrónico12. Almacena grandes cantidades de nitrato en una vacuola líquida, a menudo 10,000 veces la cantidad en el agua de mar circundante3.
- Oxidación de sulfuro: Thiomargarita namibiensis puede oxidar el sulfuro de hidrógeno (H2S) en azufre elemental (S)2. Utiliza el nitrato almacenado para oxidar el sulfuro del fondo marino34.
- Adaptación al ambiente: A pesar del gran tamaño del microbio, los nutrientes aún son capaces de difundirse eficientemente a través del organismo debido a las grandes vacuolas centrales que limitan el volumen del citoplasma efectivo1.

## Galería

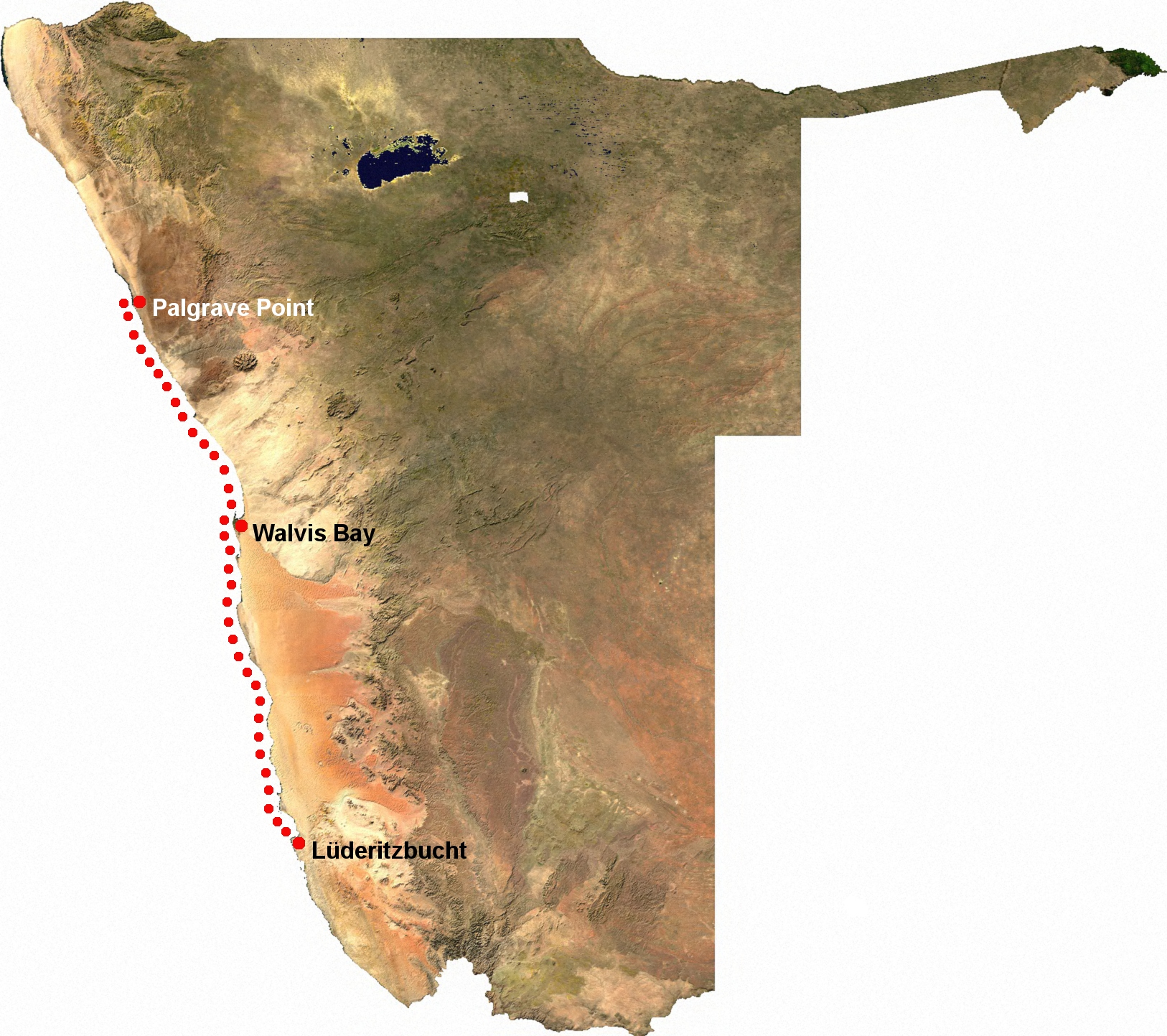
Distribución geográfica de T. namibiensis, en Namibia.
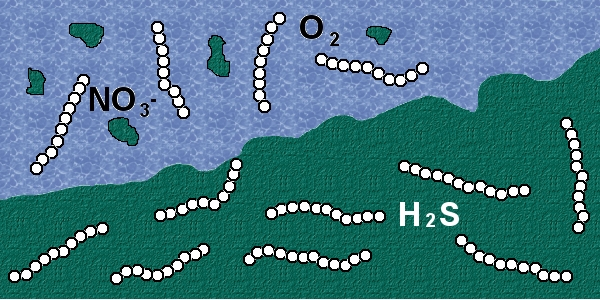
Alimentación de T. namibiensis